# Andreas Preschel
Andreas Preschel (1 de febrero de 1961) es un deportista de la RDA que compitió en judo. Ganó una medalla de oro en el Campeonato Mundial de Judo de 1983, y una medalla de bronce en el Campeonato Europeo de Judo de 1985.

## Palmarés internacional
| Campeonato Mundial | Campeonato Mundial | Campeonato Mundial | Campeonato Mundial |
| Año                | Lugar              | Medalla            | Categoría          |
| ------------------ | ------------------ | ------------------ | ------------------ |
| 1983               | Moscú ( URSS)      | Medalla de oro     | –95 kg             |
| Campeonato Europeo |                    |                    |                    |
| Año                | Lugar              | Medalla            | Categoría          |
| 1985               | Hamar (Noruega)    | Medalla de bronce  | –95 kg             |